# Lodovico Deangeli
Lodovico Deangeli (Trieste, 19 maggio 2000) è un cestista italiano.

## Carriera
Cresciuto nel settore giovanile della Pallacanestro Trieste 2004, il 29 luglio 2019, dopo aver firmato un contratto quinquennale con il club biancorosso, viene ceduto in prestito alla Pallacanestro Biella, con cui inizia la carriera professionistica. Il 2 luglio 2020 passa, sempre in prestito, all'APU Udine, facendo ritorno a Trieste nella stagione successiva. Il 28 settembre 2022, dopo il ritiro di Daniele Cavaliero, diventa il nuovo capitano della formazione giuliana, risultando così il più giovane dell'intero campionato.